# Jan Paweł II: Nie lękajcie się
Jan Paweł II: Nie lękajcie się (ang. Have No Fear: The Life of Pope John Paul II) – amerykański film telewizyjny z 2005 roku w reżyserii Jeffa Blecknera. Opowiada on historię Karola Wojtyły, a później Jana Pawła II, od jego narodzin aż do śmierci. Scenariusz filmu napisali Michael Hirst oraz Judd Parkin. 
Zdjęcia kręcono w Wilnie, Rumszyszkach (okręg kowieński) i Rzymie. Premiera filmu miała miejsce 1 grudnia 2005 roku.

## Obsada
- Thomas Kretschmann – papież Jan Paweł II
- Bruno Ganz – kardynał Stefan Wyszyński
- John Albasiny – Stanisław Dziwisz
- Ignatavicius Paulius – Edmund Wojtyła, brat Karola
- Petar Goranov – Karol Wojtyła senior
- Inga Salkauskaite – Emilia Wojtyłowa
- Charles Kay – papież Paweł VI
- Roland Oliver –  kardynał Adam Stefan Sapieha
- Richard Rees – generał Wojciech Jaruzelski
- Survila Ignas – Karol w wieku 12 lat
- Jasper Harris – Karol jako mały chłopiec
- Dainius Kazlauskas – Profesor Crucitti
- Michael Klesic – Stanisław Starowiejski

## Wersja polska
Wersja polska: na zlecenie SPI International Polska – STUDIO SONORIA

Dialogi i reżyseria: Dariusz Dunowski

Fragment „Hamleta” w przekładzie: Józefa Paszkowskiego

Dźwięk: Michał Dominowski i Sebastian Kaliński

Montaż: Paweł Łuczak

Zgranie: Piotr Remiszewski

Kierownik produkcji: Dorota Suske

W wersji polskiej udział wzięli:
- Olgierd Łukaszewicz i Jacek Rozenek – Karol Wojtyła (dorosły)
- Wit Apostolakis-Gluziński i Franek Boberek – Karol Wojtyła (dziecko)
- Tadeusz Chudecki – Ksiądz Stanisław Dziwisz
- Ryszard Nawrocki – Kardynał Wyszyński
- Robert Tondera – Stanisław Starowiejski
- Włodzimierz Bednarski – Arcybiskup Sapieha
- Stefan Knothe – Arcybiskup Romero
- Stanisław Brudny – Papież Paweł VI
- Marek Frąckowiak – Wojciech Jaruzelski
- Leon Charewicz – Ojciec
- Anna Apostolakis – Matka
- Modest Ruciński – Ali Ağca
- Rafał Walentowicz – Profesor Crucitti
- Anna Gajewska

i inni
Lektor: Piotr Borowiec